# Pulverturm

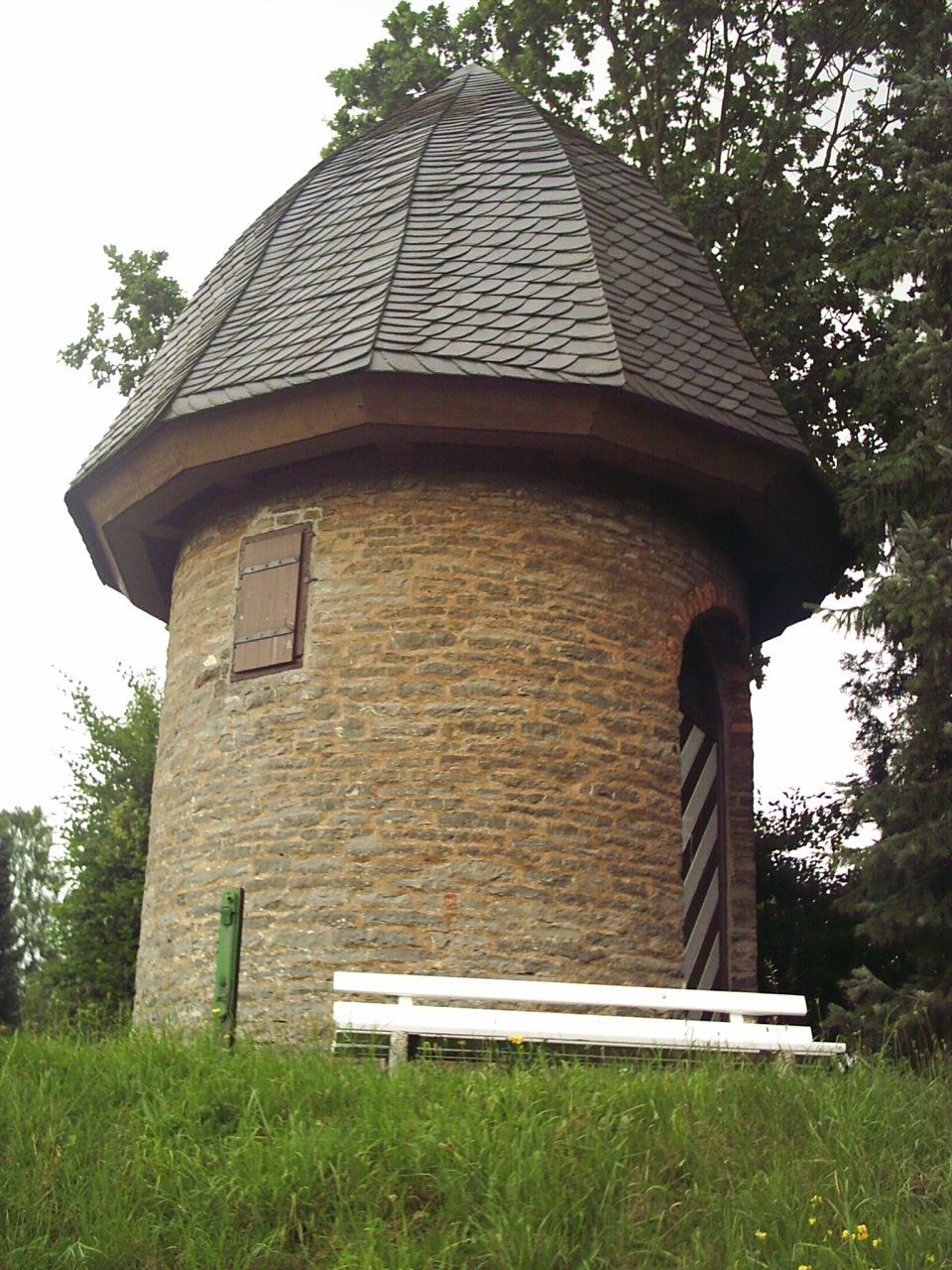
Pulverturm in Meschede

Ein Pulverturm (auch Pulvermagazin genannt, gelegentlich auch Pulverhaus) ist ein militärisch oder bergbaulich genutztes Bauwerk, häufig ein Turm, zur Aufbewahrung von Schießpulver oder später Sprengstoff, was bis in das 20. Jahrhundert üblich war. Gefürchtet war die Explosion eines Pulverturms, wie sie sich etwa beim Delfter Donnerschlag zugetragen hat.
Ehemals als Pulverturm genutzte Gebäude gibt es unter anderem an folgenden Orten:
- Langer Turm (Aachen)
- Pulvertürmchen in Aachen
- Pulverturm (Andernach)
- Pulverturm in Angermünde
- Pulverturm (Anklam)
- Pulverturm in Attendorn
- Pulverturm (Bad Bentheim)
- Pulverturm in Bad Hersfeld
- Pulverturm (Bad Reichenhall)
- Pulverturm in Beeskow
- Pulverturm (Berlin)
- Pulverturm in Bernau
- Bremer Pulvertürme
- Pulverturm (Burghausen)
- Malteserturm in Chur
- Pulverturm (Coesfeld)
- Pulverturm in Duderstadt
- Knochenturm in Einbeck
- Pulverturm in Fulda
- Pulverturm in Gartz
- Pulverturm in Gransee
- Pulverturm (Greiz)
- Färberturm (Gunzenhausen)
- Pulverturm (Jena)
- Pulverturm (Johanngeorgenstadt)
- Pulverturm (Konstanz), siehe Sehenswürdigkeiten und Kulturdenkmale
- Pulverturm (Krems)
- Pulverturm (Leutkirch im Allgäu)
- Pulverturm (Lindau)
- Pulverturm Lingen (Ems)
- Pulverturm (Linz am Rhein)
- Pulverturm (Mainz)
- Pulverturm (Memmingen)
- Pulverturm (Meran)
- Pulverturm (Meschede)
- Pulverturm in Mittenwalde
- Pulverturm (München)
- Buddenturm in Münster
- Pulverturm in Neustrelitz
- Pulverturm (Ochsenfurt)
- Pulverturm (Oldenburg)
- Pulverturm (Orsoy)
- Pulverturm (Otjimbingwe) (Namibia)
- Prager Pulverturm (Prašná brána)
- Pulverturm (Quedlinburg)
- Pulverturm in Prenzlau
- Pulverturm / Anatomieturm (Regensburg)
- Pulverturm (Rheinberg)
- Pulverturm (Riga) (Pulvertornis)
- Pulverturm von Schloss Rochsburg (Lunzenau)
- Pulverturm (Rottweil)
- Pulverturm (Schlanders)
- Pulverturm in Seligenstadt
- Pulverturm im Schloss Senftenberg
- Pulverturm in Stendal
- Pulverturm (Straubing)
- Pulverturm (Templin)
- Pulverturm in Treuenbrietzen
- Pulverturm (Vellberg)
- Pulverturm (Wiedenbrück)
- Pulverturm (Wien)
- Pulverturm (Zofingen)
- Pulverturm in Zwickau

Der Pulverturm (Demmin) wird als solcher bezeichnet, wurde aber wahrscheinlich nicht zu diesem Zweck genutzt.

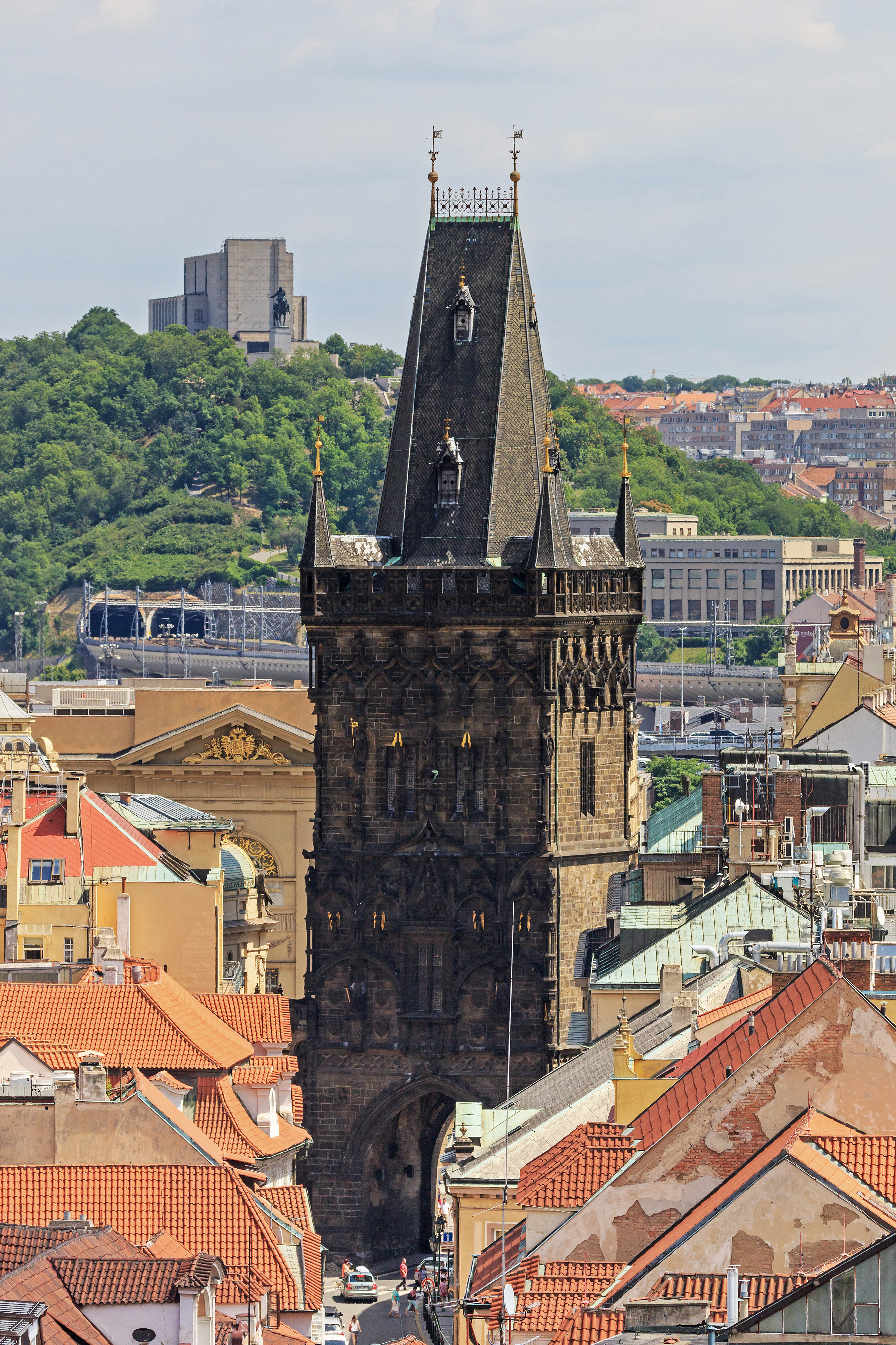
Pulverturm in Prag
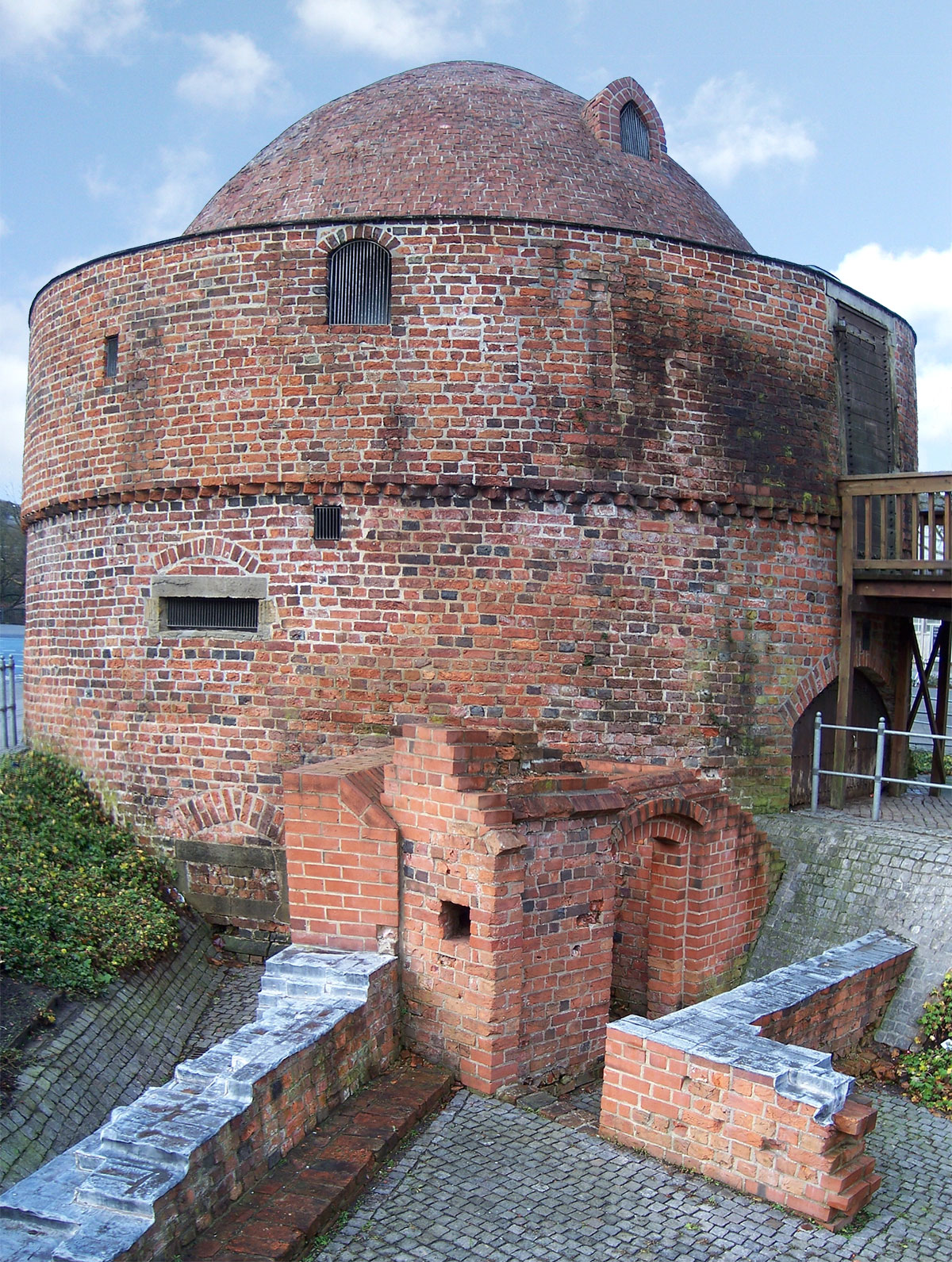
Pulverturm in Oldenburg mit Resten der alten Stadtmauer
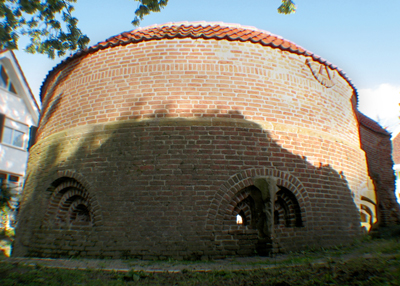
Pulverturm Wiedenbrück, Außenansicht
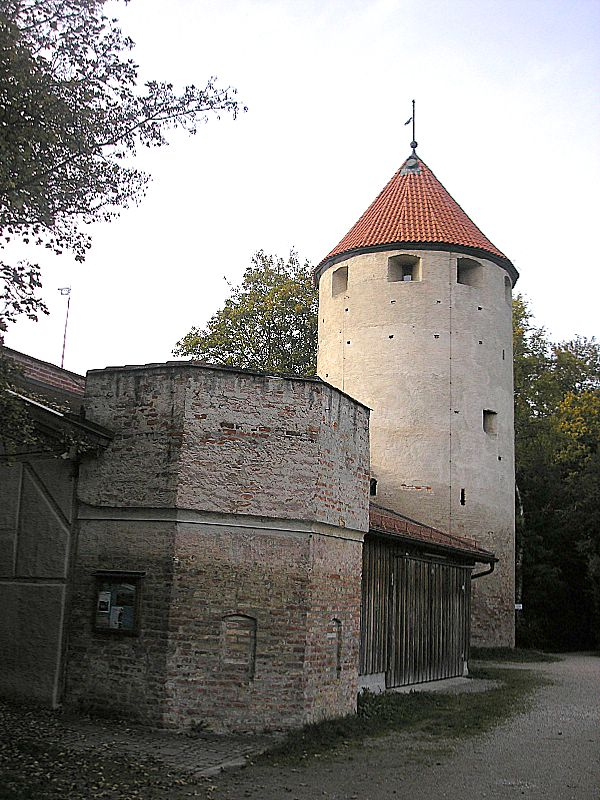
Pulverturm in Landsberg am Lech
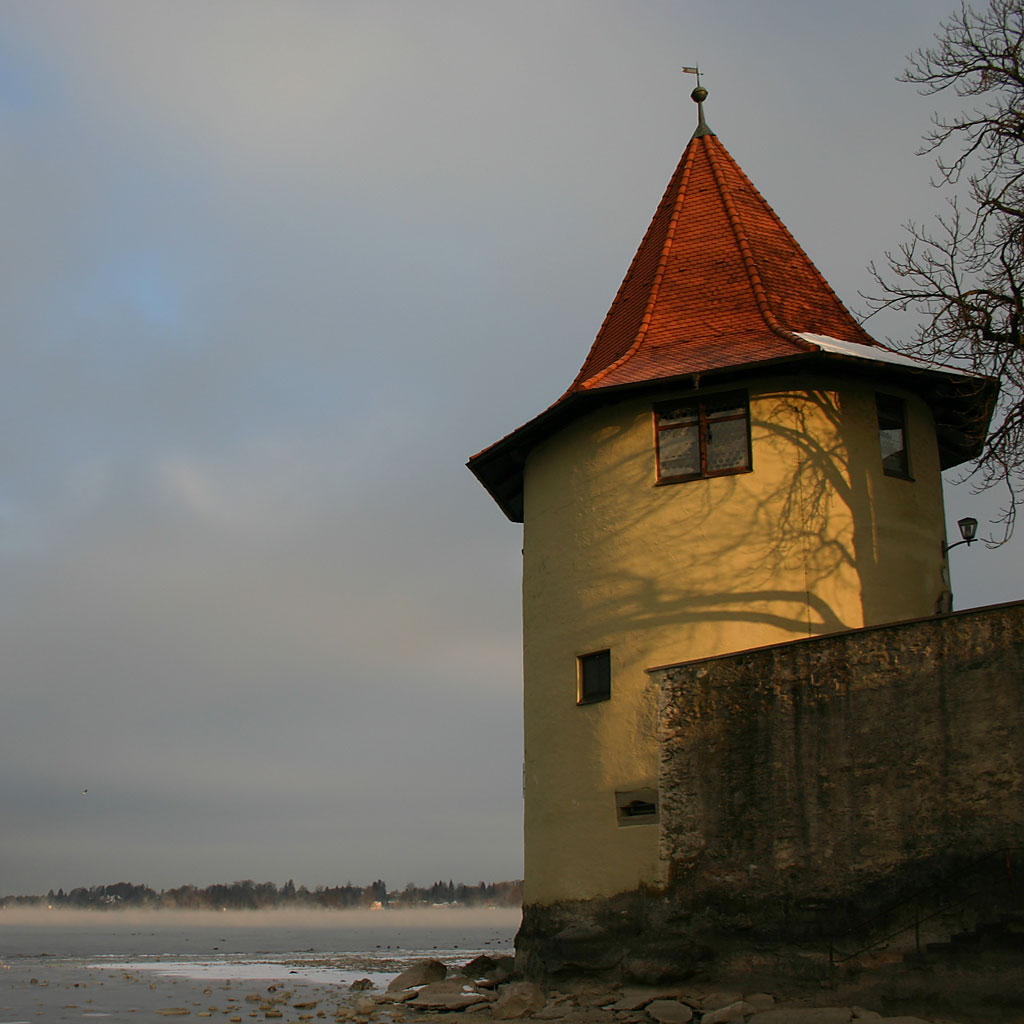
Pulverturm in Lindau
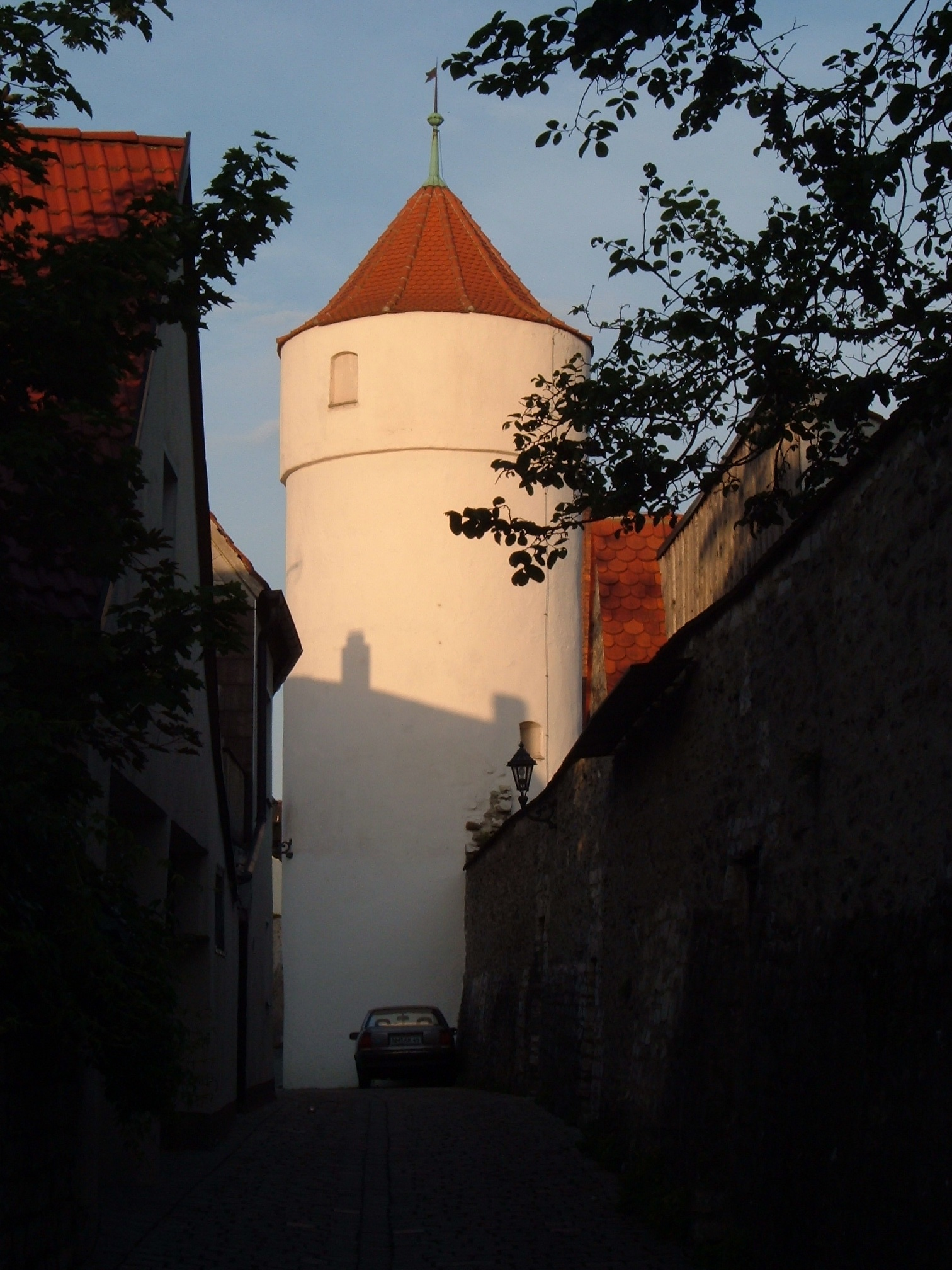
Pulverturm in Neumarkt in der Oberpfalz
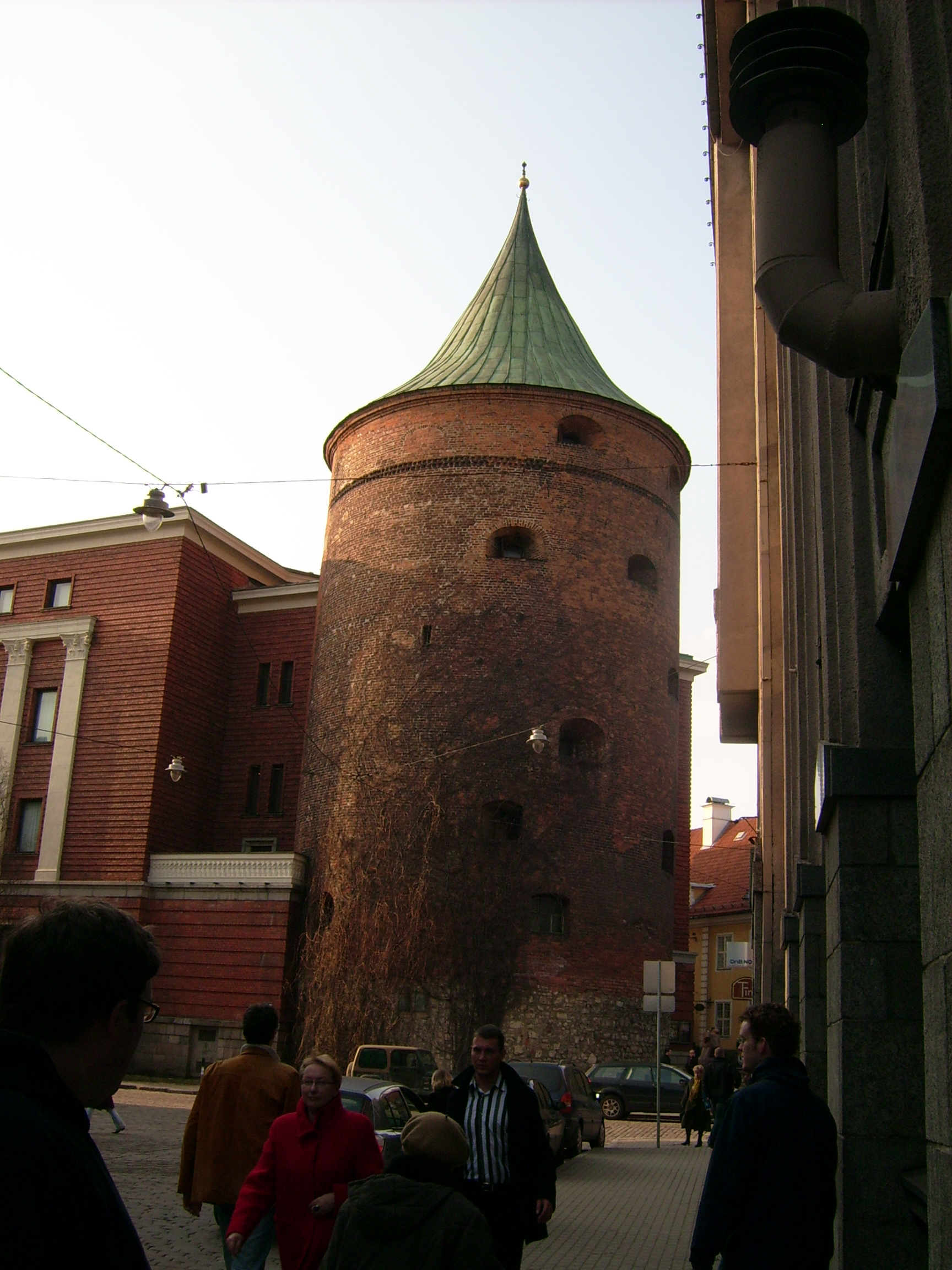
Pulverturm in Riga
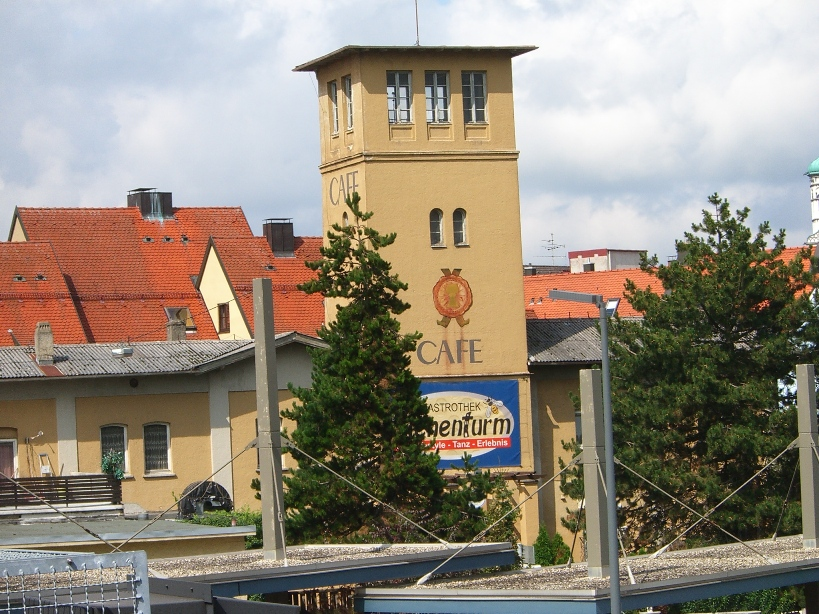
Pulverturm in Memmingen
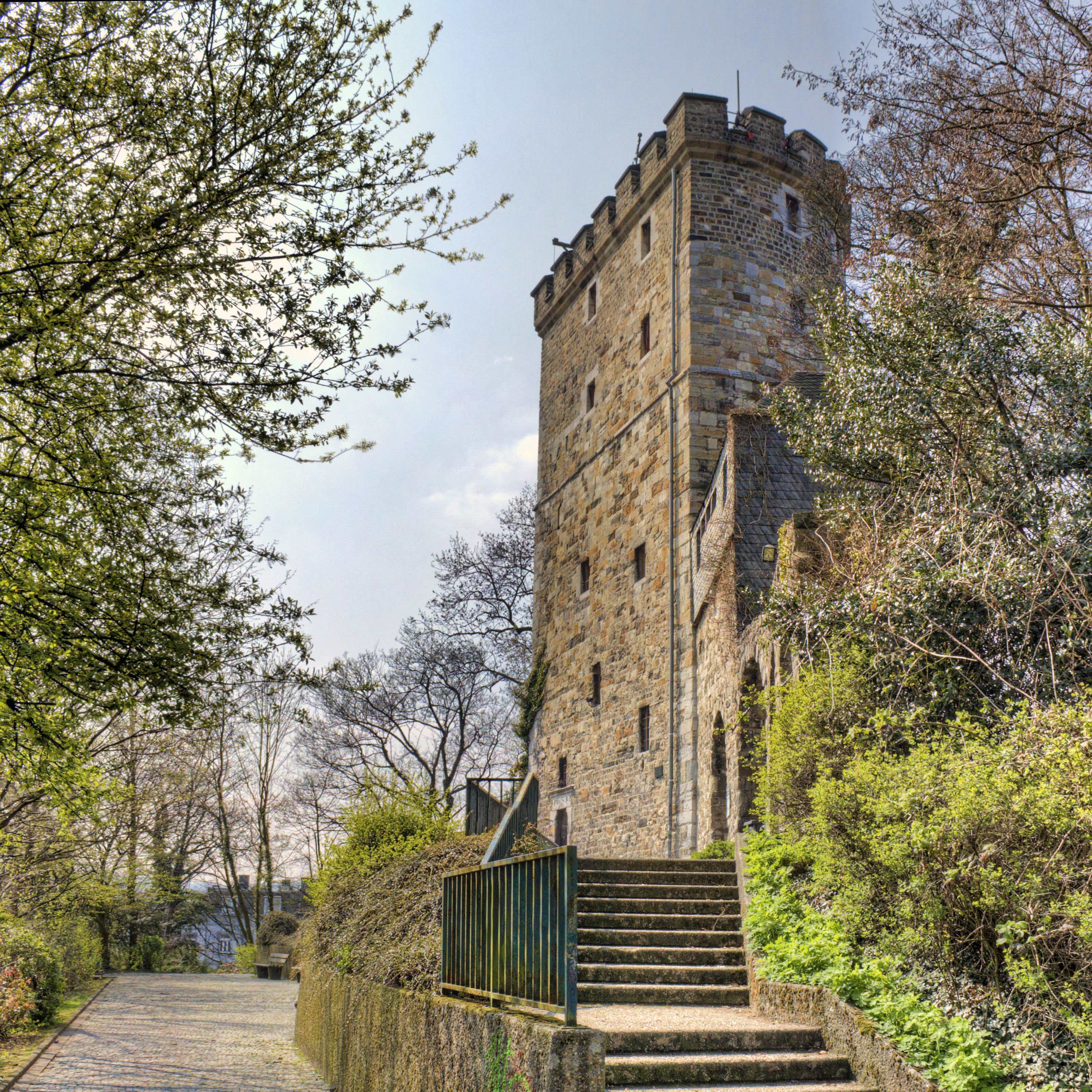
Langer Turm in Aachen
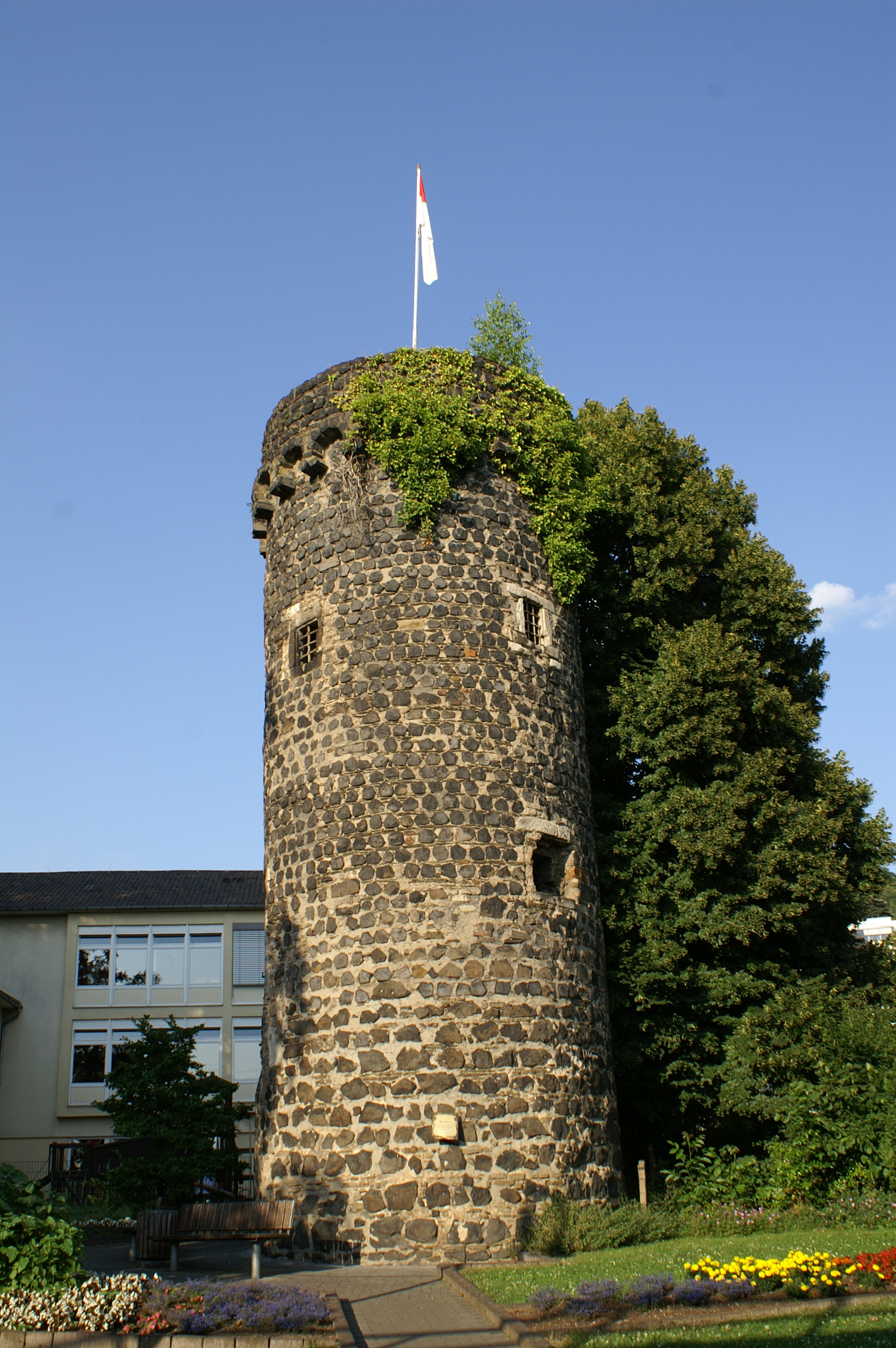
Pulverturm in Linz am Rhein
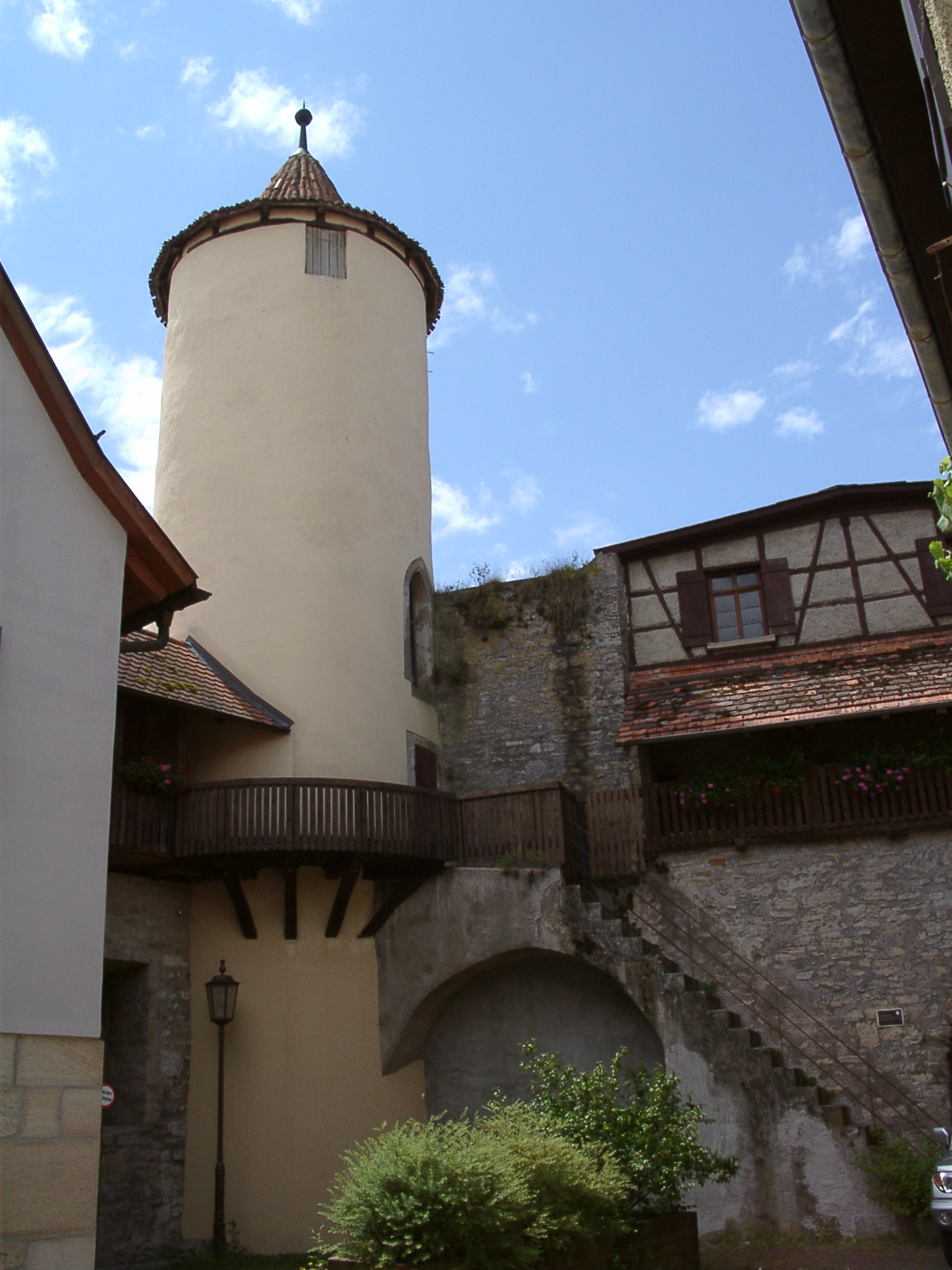
Pulverturm in Rottenburg/Neckar
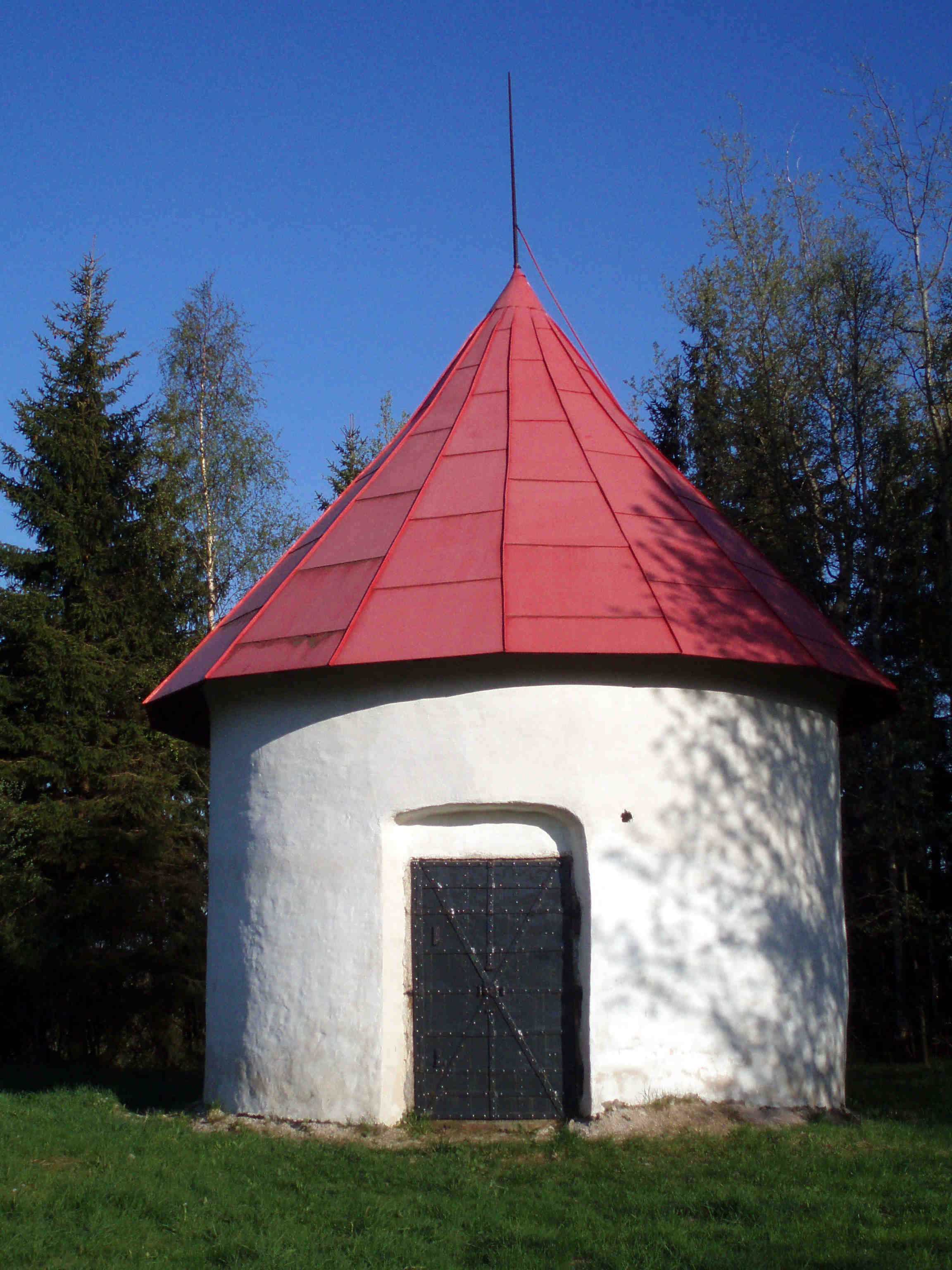
Pulverturm in Johanngeorgenstadt
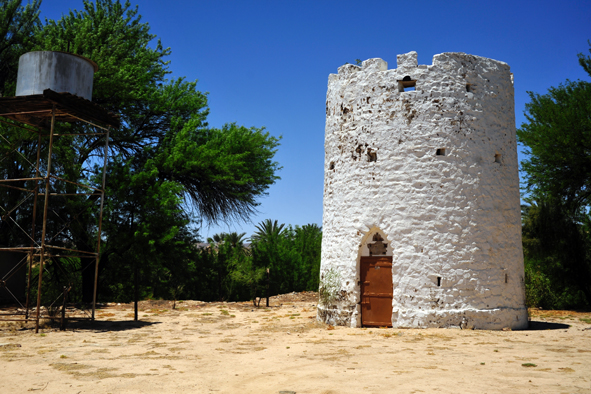
Pulverturm in Otjimbingwe, Namibia
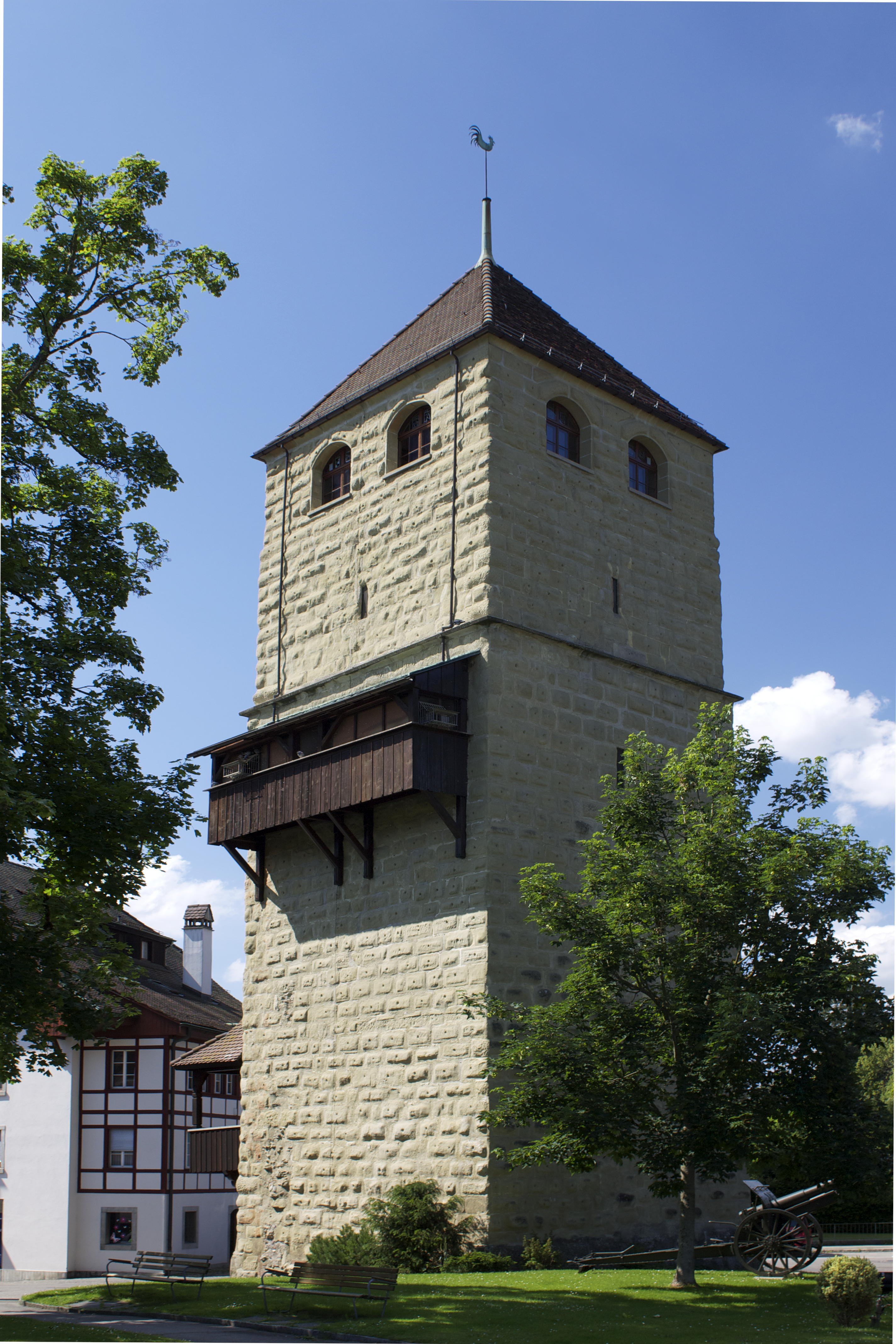
Pulverturm in Zofingen
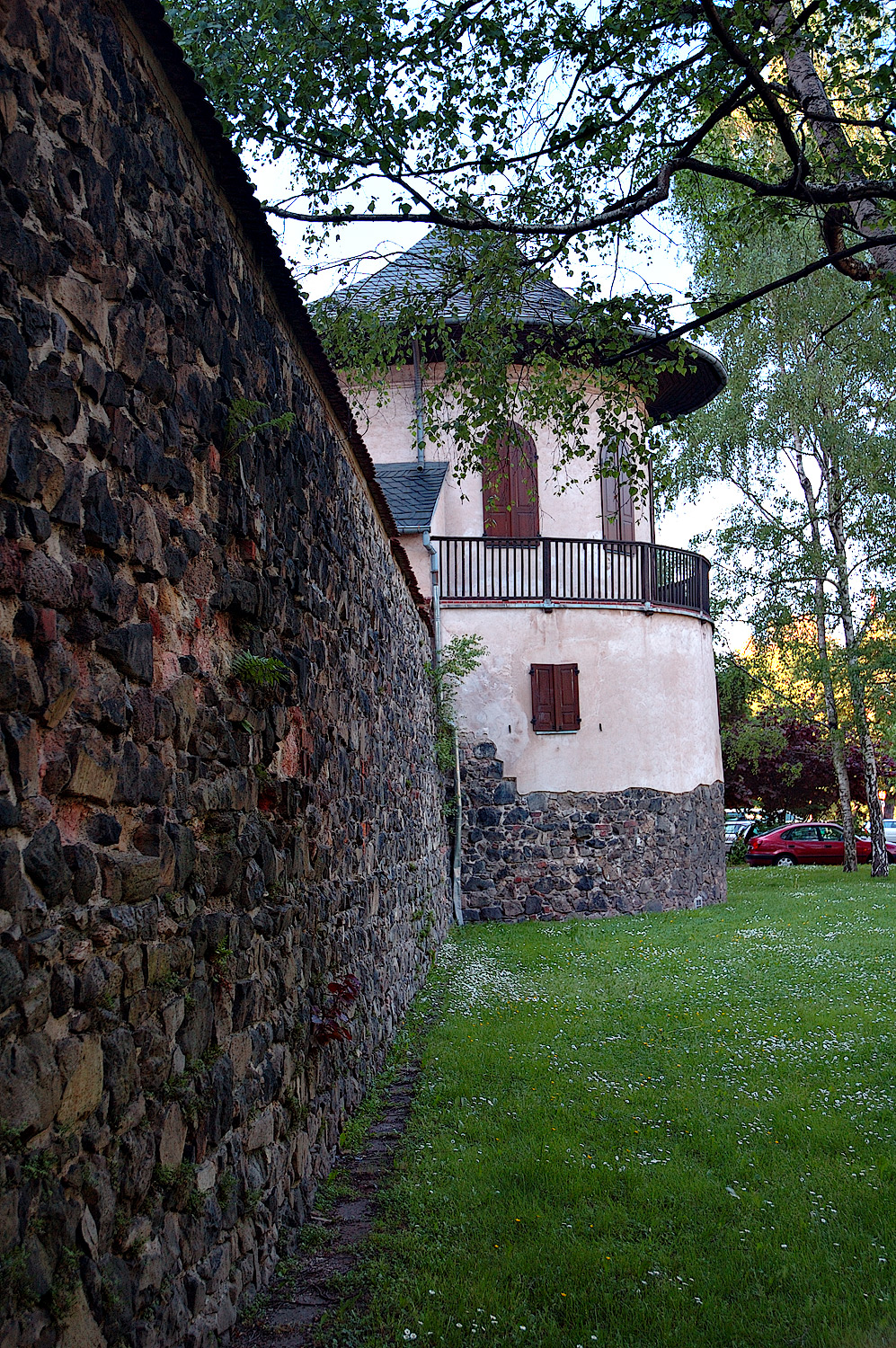
Pulverturm in Zwickau
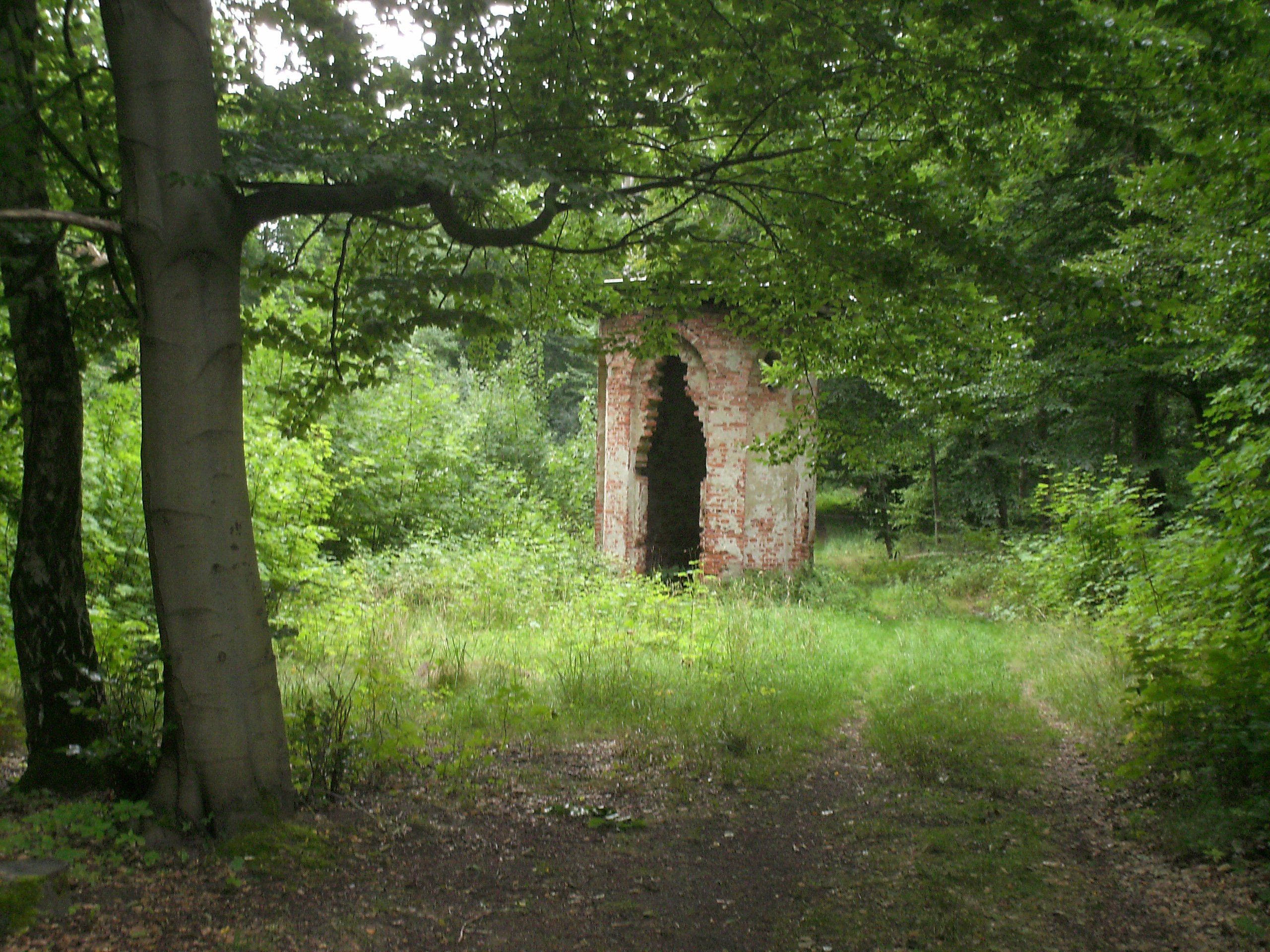
Pulverturm in Neustrelitz